# Tallammar
Tallammar (arab. تلعمار) – miejscowość w Syrii, w muhafazie Idlib. W 2004 roku liczyła 1619 mieszkańców.